# とちおとめ
とちおとめは、イチゴの品種名。栃木県で開発された。

## 概要
1996年に栃木県で開発されたイチゴ。
2021年現在、いちごの品種の中では日本一生産量が多い。「とちおとめ」の名は、栃木県というイメージを表しながら多くの人たちに親しみをもたれるように という思いで命名された。
2011年に保護期間が終了した。

## 特徴
果実は円錐の形をしており、大きい。果形比は縦：横=1.4：1程度と栃の峰より短く、頂花房では赤道面が女峰より太くなり、脇花房ではやや縦長となる傾向がある。糖度は9～10％と高く、逆に酸度は0.7％程度と低い。糖酸比が高く果肉が緻密であり、かつ多汁質のため食味は極めて優れる、とされる。また赤色の着色が優れていることが特長で、これは福岡県で着色が不足しがちなとよのかに代わりあまおうが開発される一因となった。
着花数は頂花房で15花前後であり、果実の大きさは平均15グラム、頂花房の頂果で30～40グラムある。促成栽培における可販果の収量は株あたり537～626グラムと女峰を10%以上上回り、可販果の平均重量は15グラムを超え、可販果率も85%以上と優れている。
走出枝（ランナー）の発生は女峰と同程度だが、走出枝が地面から浮きやすいため発根は女峰よりやや遅い。苗や開花後の株でチップバーンやガク焼けとなどの生理障害が発生するのが欠点とされ、苗では灌水をしっかり行い6月以降は親株床を遮光するなどの対策が取られている。

## 品種開発の経緯
栃木県では1950年代後半からイチゴの栽培が本格的に始まり、1972年から1988年まで生産金額日本一を維持していた。しかし、とよのかなどを栽培する福岡県に1989年に抜かれたことを受け、それまで東日本の主力品種であった女峰に代わる県独自の新品種開発が決まり、同年秋に予算化されて栃木県農業試験場・栃木分場で交配試験が始まった。
女峰は促成栽培にも対応して栽培しやすく色などの外見も優れる一方、栽培の後半に糖度が低下して酸味が強まり果実も小玉になるという、品種特性に由来する問題点があった。これを補うため、女峰の栽培後期の2月下旬から収穫可能で食味の優れた新品種が育成され、1990年に栃木11号の系統名を与えられた。これは1993年に栃の峰として品種登録されたが、特性発揮のためには半促成栽培が要求され手間がかかる点などが敬遠され、大きくは普及しなかった。
女峰の後継品種の開発にあたっては、久留米49号と栃の峰、女峰などを親として1990年に19通りの組合せで4,314個体の交配が行われ、そのうち519株の実生が栃木11号（父）×久留米49号（母）の組合せから得られた。同年9月にこれらを定植して10月から促成栽培を行い、翌1992年3月に56株を選別して系統としている。試作の結果、女峰と同等の生育に加えて、甘みや触感が優れ果実も大粒である点が高く評価され、現地試験を経て特性が再確認された1993年3月に栃木15号の系統名が与えられた。
鹿沼市、真岡市、栃木市での現地試験を経て、促成栽培に適応して多収である一方、栽培方法によっては生理障害や中休みなどの問題が生じることも明らかになったが、育苗や施肥などの最適化によってカバーできると判断され、1994年6月21日に種苗登録が出願された。1996年8月20日に「とちおとめ」と命名され、同年11月21日に「とちおとめ」として品種登録された。1995年から農家での生産が始まると、栃木県や園芸特産協会などの支援もあり、3年目の1997年には栃木県内のイチゴ栽培面積の50%以上をとちおとめが占めるようになり、1999年には同94%に達している。

## 韓国への流出
日本の農林水産省によると、とちおとめは大韓民国において無断生産された上に日本へ逆輸入され、東京都中央卸売市場に入荷されていたことが判明している。流出の経緯は不明で、2001年に韓国産とちおとめが輸入されたことで、はじめて判明した。
同様に韓国へ流出したレッドパール、章姫ともども、韓国内で（韓国産のそれら品種）市場占有率が高かったが、章姫ととちおとめを交配してクムヒャン（錦香）、レッドパールと章姫を交配してソルヒャン（雪香）といった交配種を韓国内で品種登録し、韓国市場の占有率も高まっている。

## その他
2023年になり、とちおとめの果汁を使ったジュース（果汁20%）が作られ販売された。JR東日本クロスステーションとJA全農が共同開発した。食品ロス削減のため規格外の2022年産とちおとめを使用。期間限定商品。